# 70 років Закарпатській області (монета)
«70 ро́ків Закарпа́тській о́бласті» — ювілейна монета номіналом 5 гривень, випущена Національним банком України, присвячена західному регіону, єдиній області України, яка межує з чотирма країнами — Угорщиною, Польщею, Румунією і Словаччиною.
Монету введено в обіг 14 січня 2016 року. Вона належить до серії «Області України».

## Опис монети та характеристики
| Номінал грн. | Метал                   | Маса, г | Діаметр, мм | Якість виготовлення       | Гурт                 | Тираж, штук |
| ------------ | ----------------------- | ------- | ----------- | ------------------------- | -------------------- | ----------- |
| 5            | нікелевий сплав, нордик | 9,4     | 28,0        | спеціальний анциркулейтед | секторальне рифлення | 30 000      |

### Аверс
На аверсі монети розміщено: угорі малий Державний Герб України, по колу написи: «НАЦІОНАЛЬНИЙ БАНК УКРАЇНИ» (угорі), «П'ЯТЬ ГРИВЕНЬ» (унизу), праворуч — логотип Монетного двору Національного банку України; у центрі — стилізовану композицію: на тлі гір — Мукачівський замок, під яким рік карбування монети — «2016», праворуч — лижниця на підйомнику, винні бочки, стилізовано зображені термальні джерела та зразок дерев'яної архітектури — церква.

### Реверс
На реверсі монети на тлі орнаментальної тарелі зображено герб області, по колу розміщено написи: «ЗАКАРПАТСЬКА ОБЛАСТЬ» (угорі), «ЗАСНОВАНА У 1946 РОЦІ» (унизу).

## Автори

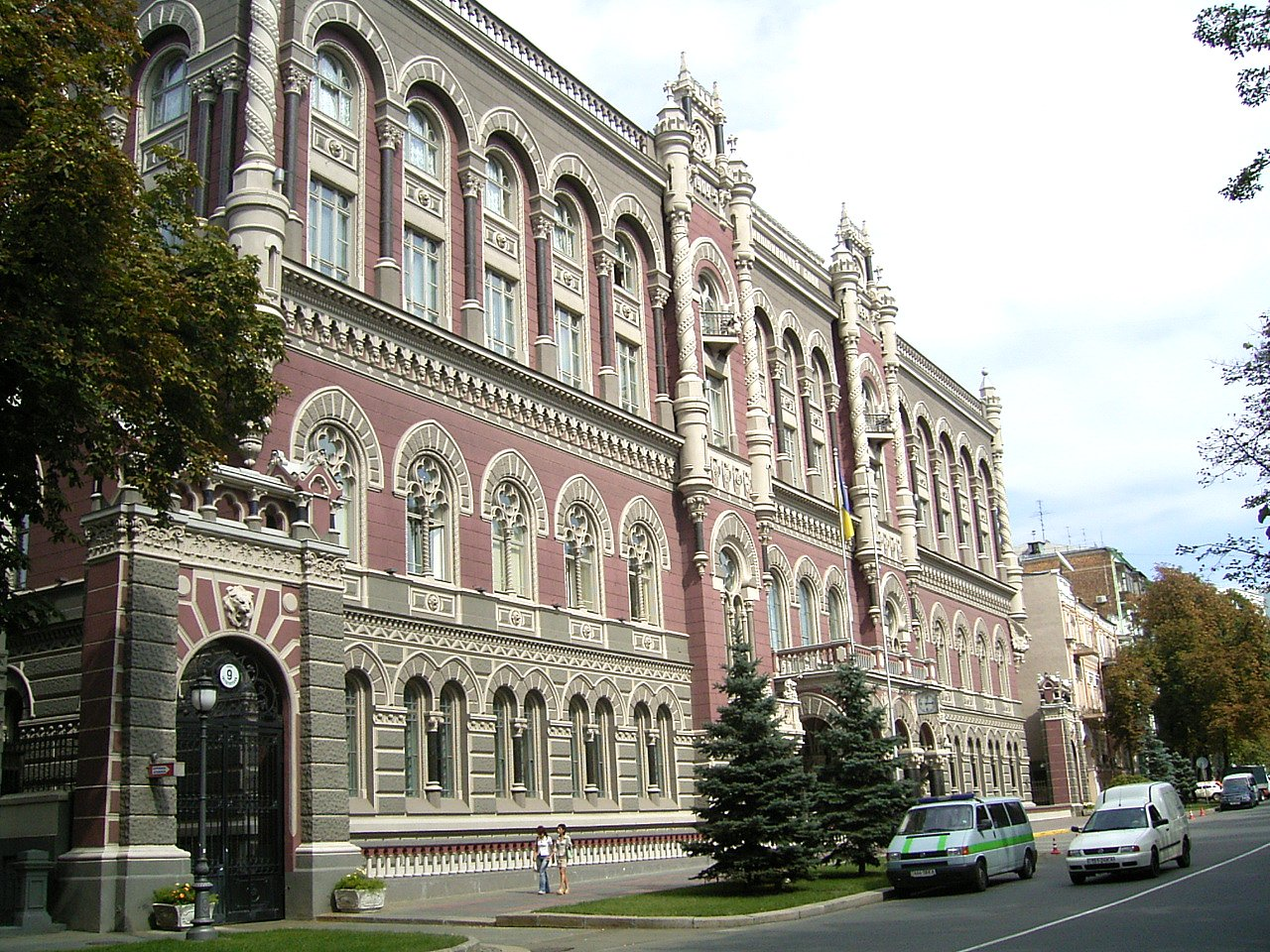
Будівля Національного банку України

- Художник — Іваненко Святослав.
- Скульптор — Іваненко Святослав.

## Вартість монети
Під час введення монети в обіг у 2016 році, Національний банк України реалізовував монету через свої філії за ціною 35 гривень.
Фактична приблизна вартість монети, з роками змінювалася так:
| Рік        | 2016 | 2017 | 2018 | 2019 | 2020 | 2021 | 2022 | 2023 | 2024 | 2025 |
| ---------- | ---- | ---- | ---- | ---- | ---- | ---- | ---- | ---- | ---- | ---- |
| Ціна, грн. | 70   | 140  | 150  | 200  | 190  | 200  | 220  | 320  | 550  | 1310 |